# Ortrand
Ortrand es un municipio situado en el distrito de Alto Bosque del Spree-Lusacia, en el estado federado de Brandeburgo (Alemania), a una altitud de 100 metros. Su población a finales de 2016 era de unos 2000 habs. y su densidad poblacional, 300 hab/km².